# 周維正
周維正（英文名：Oscar Chow），香港工业家，其士國際董事，香港總商會副主席。

## 经历
生于香港，祖籍浙江宁波，香港工業家、其士集團創辦人周亦卿独子，是中日混血儿，母亲日本人宮川美智子，藝人吳家樂是其姐夫。妻周陳嘉泰是新鴻基地產郭炳聯的外甥女。早年毕业于英国牛津大学，获得工程学学士、硕士学位。2000年任其士集團泛亞董事總經理，带领企业于香港上市。曾任其士集團執行委員會成員、薪酬委員會成員及提名委員會成員。曾任香港港華燃氣之獨立非執行董事。2015年5月，由其士集團執行董事转任非執行董事。
周有诸项社会委任，包括香港總商會環保委員會副主席，香港中華廠商會聯合會會董，香港上市公司商會常務委員會委員，香港生產力促進局財務委員會委员，香港貿易發展局基建發展服務諮詢委員會委员。